# 交流人口
交流人口（こうりゅうじんこう）とは、その地域に訪れる人、または交流する人のこと。
その地域に住んでいる人、つまり「定住人口」（又は居住者・居住人口）に対する概念である。本項では関係人口（かんけいじんこう）についても記述する。

## 概説
その地域を訪れる目的としては、通勤・通学、買い物、文化鑑賞・創造、学習、習い事、スポーツ、観光、レジャー、アミューズメントなど、特に内容を問わないのが一般的である。大きくは観光目的かビジネス目的で訪れる者に分けることができる。
過去には、人口の多寡が都市の格・ステイタスとほぼ同義であり、人口は増えるものという観念が支配的で、人口増を図ることが行政の目標とされた。このため、市町村の総合振興計画等において示す将来人口も、人口増目標を掲げるのが一般的であったが、日本において少子高齢化が一段と進み、「定住人口」の増加を追い求めることは、特に地方都市においては困難となりつつある。
日本の国全体の人口がピークとなった2006年以降には、全国のほとんどの地方都市が人口減となる。少子化で若者の数が減っていく半面、行動範囲が狭くなりがちな高齢者の割合が一段と高まり、都市の「活力」が減退していくことが懸念されている。その一方で本格的な国際交流の進展が見込まれる。地域経済を活性化するためには、人口を回復・増加させることが必要であるが、それには一定の期間が必要となるため、地域外からの旅行者や短期滞在者による「交流人口」を増やすことが注目されている。このため、「定住人口」ではなく、交流人口を増やすことによって、地域の活力を高めていこうという意識が一般化しつつある。このうち、中長期滞在者の増加を目指す交流人口の拡大施策として、「交流居住」と「二地域居住」という取り組みがある。また、「ビジター受入型」の交流人口拡大策として、商業振興、イベント企画や観光振興などによってビジター増加を目指すといった方策が考えられ、地方では日夜知恵を絞り、観光施策、企業や大学の誘致、商業振興、文化・芸術振興、コンベンション開催など、交流人口拡大に向けた多様なアプローチ法が考えられている。国としては取組みを、ハード、ソフトの両面から支援していくとともに、国全体として外国人観光客を誘致していくための活動や、円滑な移動の確保、関連産業の活性化等の条件整備を進めていくことが求められる。観光立国の実現に向け、政府を挙げた取組みを進めており、加えて「団塊の世代」は、旅行に対する志向が強く、観光の需要は高まっていく状況にある。地域においては、こうした機会をとらえ、観光振興に向けた主体的な取組みを本格的に進めていくことが求められている。既に一部では「集客都市」を目標に掲げる都市も見られる。
元々、都市とは不特定多数の人々が集う場であり、集積により新たな都市文化が生まれるといわれ、「交流人口」をいかに多く獲得できるかに都市の浮沈がかかっているともいえる。地域の交流人口が増加すれば、宿泊や食事、土産品の購入等が行われ、地域経済に貢献することが期待される。
問題点として、定住人口は住民登録という確立された計測手段があるが、「交流人口」には確たる計測手段がない。通勤・通学者については、国勢調査等の計測手段があるが、「観光」に関しては、その計測手法がとりわけ確立されておらず、極めて曖昧である。有料施設の入場者数や鉄道・旅客船・航空機の乗降客数等から一定の計数を乗じて推計しているのが実情であり、しかも基礎自治体での計測手法は統一されていない。このため、手法の確立が課題となっている。
さらに、複数の住まいを持ってそれぞれを行き来しながら生活するというマルチハビテーションの考え方から、短期間居住者、長期滞在者という概念も生まれている。

## 関係人口

### 概要
居住地と離れた地域を行き来して、地域の人々と多様に関わる人々を関係人口という。よく、観光以上移住未満と例えられたりする。具体的には、その地域が好きで頻繁に行き来する人や、地域内にルーツがある人、過去に住んでいた・働いていた人など、その地域に対して強い思い入れがあり、地域づくりに参加する意思のある人々を表す。日常生活や通勤などの対象以外の地域と、訪問を中心として関係するという意味でも使われる。地方では特に人口減少や高齢化が問題となっており、関係人口が地域づくりの担い手として活躍することに地元の人々の期待が寄せられている。関係人口は大別すると「ファンベース」、「仕事ベース」の二種類に分類され、偶発的に生まれることが多い。ファンベースは趣味、楽しみ、存在感、貢献、仕事ベースはビジネス、プロボノ、腕試しなどが当てはまる。地方とのつながりを築き、地方への新しいひとの流れをつくるを目標として地域に住む人々だけでなく、地域に必ずしも居住していない地域外の人々に対しても、地域の担い手としての活躍を促すこと、すなわち地方創生の当事者の最大化を図ることは、地域の活力を維持・発展させるために、地域外から地域の祭りに毎年参加し運営にも携わる、副業・兼業で週末に地域の企業・NPOで働くなど、その地域や地域の人々に多様な形で関わる人々、すなわち「関係人口」を地域の力にしていくことを目指す。地方とのつながりの強化に向けて、地域に目を向け、地域とつながる人や企業を増大させることを目指す。関係人口として若者の出入りが増えることで地域の人々の意欲が向上し、人口維持の取り組みを始める人が増えるなど、地域の経済が活性化する効果がもたらされる。地域に関わる多様な関係人口が存在することにより、地域住民と関係人口が連携・協働した地域づくり活動につながり、地域づくりの質と量の向上が期待できる。約7割の自治体が「関係人口の創出・拡大」に関する取組を実施している状況である。「関係人口の創出・拡大」に関する取組は、「地域から都市住民等への情報発信・コーディネート・受け入れ」や「個人版ふるさと納税を行った人の関係人口化に向けた取組」が多く、体験型や滞在型の取組（農泊、農山漁村体験、二地域居住等、副業・兼業、地域留学、インターンシップ、ふるさとワーキングホリデー等）は比較的少ない状況。インキュベーションが行われ、地域に新たな事業が創出されることがある。また、インキュベーションオフィスといわれる起業したい若者を支援する施設を設立する自治体も増えてきている。地方で過ごしたいと思いながらも都会で仕事を続けていかなければならない人は、二地域居住や週末居住をする人がいる。関係人口の創出・拡大に向けて、受け手（地域）・関係人口がスムーズにつながれるように、つなぎ手（中間支援組織）の取組みを支援するなど関係省庁と連携し、創出・拡大を進めている。

### 傾向
近年、関係人口は増加傾向にある。関係人口が増加している背景としては、リモートワークが普及したことによる価値観の変容が大きな影響を与えている。新型コロナウイルス感染拡大を契機に、若者の地方への関心が高まっている。また、会社にリモートワークやワーケーションなど、柔軟な働き方を求める学生が多くいる。副業やテレワークの増加等、働き方の変化とともに、人生観、価値観、習慣などを含めた個人の生き方（ライフスタイル＝営み方）が多様化しており、地域への関心や興味を持つ素地が形成されつつある。国土交通省は、三大都市圏の18歳以上居住人口（約4678万人）のうち2割以上（約1080万人）が他の地域の関係人口になっているとのアンケート調査に基づく推計を2020年2月に公表している。三大都市圏からその他地域に関わり始めたきっかけとして、「親族、友人・知人が住んでいる、住んでいた」・ 「かつて住んでいた・職場や学校などに通っていたことがある」といった地縁・血縁的な理由を回答した人の割合が高い。また、「観光・レジャーで訪れたことがある」・「仕事の関係で訪れたことがある」と回答した人も一定数存在する。地域との関わりを「続けたい」と思う理由については、「楽しい、リフレッシュできる」が約3割強と最も大きくなっている。「生きがいを感じる、自分らしさや成長などを実現できる」や「同行者や滞在先の人などが喜んでいる」、「いろいろな人との出会いやつながりがあり、共感を得ることができる」と回答した人も一定数おり、関係人口と地域がWin-winの関係になることが期待される。関係人口は40歳台以下の比較的若い世代が多く人口1万人当たりの関係人口（訪問系）の人数が多い市区町村は、三大都市圏からの転入超過回数も多い傾向である。